# Philotrypesis josephi
Philotrypesis josephi is een vliesvleugelig insect uit de familie Pteromalidae. De wetenschappelijke naam is voor het eerst geldig gepubliceerd in 1982 door Balakrishnan, Abdurahiman & Joseph.